# Ehsan Rouzbahani
Ehsan Rouzbahani (* 23. Juni 1988 in Teheran) ist ein iranischer Boxer und Olympiateilnehmer von 2012 und 2016.

## Werdegang

### Amateur
Der ca. 1,84 m große Linksausleger boxte bisher ausschließlich im Halbschwergewicht (75 – 81 kg) und wurde 2008, 2011 sowie 2012 Iranischer Meister. Sein erster internationaler Erfolg, war die Silbermedaille bei den Asienmeisterschaften der Junioren 2006 in Indien. Nach einem Halbfinalsieg gegen Dinesh Kumar war er ins Finale eingezogen, wo er dem Kasachen Schan Kossobutski unterlag.
Bei den Asienspielen 2010 in Guangzhou schlug er im Achtelfinale Ahmad al-Taimat aus Jordanien, schied jedoch anschließend im Viertelfinale gegen Elshod Rasulov aus Usbekistan mit 1:3 nach Punkten aus und erreichte damit Platz 5. Einen weiteren 5. Platz erkämpfte er bei den Weltmeisterschaften 2011 in Baku. Nach Siegen gegen Artur Chachatrijan aus Armenien, Igor Jakubowski aus Polen und Joe Ward aus Irland, unterlag er im Viertelfinale erneut gegen Elshod Rasulov.
Damit hatte er sich für eine Teilnahme an den Olympischen Sommerspielen 2012 in London qualifiziert; nach einem Vorrundensieg gegen Jeison Monroy aus Kolumbien (12:10) und einem Achtelfinalsieg gegen Bahram Muzaffer aus der Türkei (18:12), verlor er erneut im Viertelfinale gegen Ädilbek Nijasymbetow aus Kasachstan (10:13).
Bei den Asienmeisterschaften 2013 in Amman gewann er eine weitere Bronzemedaille. Nach Siegen gegen Rasul Juldaschew aus Turkmenistan und Wesam Alalawi aus Saudi-Arabien, schied er im Halbfinale gegen Ädilbek Nijasymbetow mit 1:2 aus.
Bei den Asienspielen 2014 in Incheon gewann er eine Bronzemedaille, nachdem er erst im Halbfinale gegen Ädilbek Nijasymbetow (1:2) ausschied.
Weitere Erfolge waren ein dritter Platz beim türkischen Ahmet Cömert Turnier 2008, der zweite Platz beim Umachanow Turnier 2011 in Russland, der erste Platz beim russischen Governor Cup 2012 und der erste Platz beim kasachischen Galim Scharilgapow Turnier 2013.
Bei den Olympischen Spielen 2016 schied er im ersten Duell gegen Peter Müllenberg aus.

### World Series of Boxing
In der Saison 2012/13 startete Rouzbahani für die Astana Arlans in der World Series of Boxing. Er bestritt vier Kämpfe in der regulären Saison, von denen er drei gewann. Außerdem wurde er in den Playoffs im Halbfinale gegen die Mexico Guerreros und im Finale gegen die Ukrainian Otamans eingesetzt. Im Halbfinale gewann er seinen Kampf, im Finale verlor er und auch seine Mannschaft konnte den Meistertitel nicht gewinnen. 
In der Folgesaison wurde Rouzbahani in der regulären Saison nur ein einziges Mal eingesetzt. Diesen Kampf gewann er.

### AIBA Pro Boxing
Seit dem Oktober 2014  startet Rouzbahani in dem neugegründeten Profibereich „APB“ des vom IOC anerkannten Weltverbandes AIBA. Im ersten Zyklus konnte Rouzbahani seine drei Kämpfe gegen Oybek Mamazulunov (Usbekistan), Joe Ward (Irland) und Mathieu Bauderlique (Frankreich) gewinnen und stand am 30. Januar 2015 im Finale der „APB“ im Halbschwergewicht in Sofia gegen dJoseph Kennedy St Pierre aus Mauritius. Er gewann diesen Kampf mit  78:73, 79:73 und 78:74 Punkten. Damit qualifizierte sich Rouzbahani für die Olympischen Spiele in Rio de Janeiro.